# رابطه جوانی
رابطه جوانی فیلمی به کارگردانی و نویسندگی سیاوش شاکری محصول سال ۱۳۵۵ است.

## خلاصه داستان
فريد و ليلا، كه هر دو در يك كلاس درس مي خوانند، به يكديگر علاقه دارند. فريد جوان فقيري است كه با دايي اش و كريم در اتاقكي، كه آيدا در اختيار آنها گذاشته، زندگي مي كند. فريد براي تهيه ي مخارج تحصيل و زندگي خود به عنوان پيش خدمت در رستوراني كار مي كند. او موقعيت خود را از ليلا پنهان كرده؛ اما با شيطنت يكي از همكلاسي هايش به نام كاوه دوستانش از شغل او مطلع مي شوند. ليلا، به قهر، فريد را ترك مي كند و فريد سر راه آيدا قرار مي گيرد، و آيدا از او خواننده پر آوازه اي مي سازد. مدتي بعد فريد، با وساطت يكي از دوستانش، با ليلا آشتي مي كند؛ اما آيدا با طرح نقشه اي فريد را فاسق دختر جواني معرفي و او را روانه ي زندان مي كند. با كوشش هاي ليلا و كريم توطئه ي آيدا برملا و فريد آزاد مي شودو با ليلا زندگي مشتركي را آغاز مي كند.

## بازیگران
- وفا
- لیلا فروهر
- رضا کرم رضایی
- طوطی سلیمی
- جمشید مهرداد
- اصغر سمسارزاده
- حمیده خیرآبادی
- مینو
- رکسانا
- روحی ساوجی
- هنگامه
- فرشید فرشود
- فرامرز
- مرادی
- هوشنگ تابعی
- عربیان
- فرامرز حاج عظیمی
- صادقی (بازیگر)
- جهانگیر فروهر
- سیاوش شاکری